# Széchenyi tér (Esztergom)

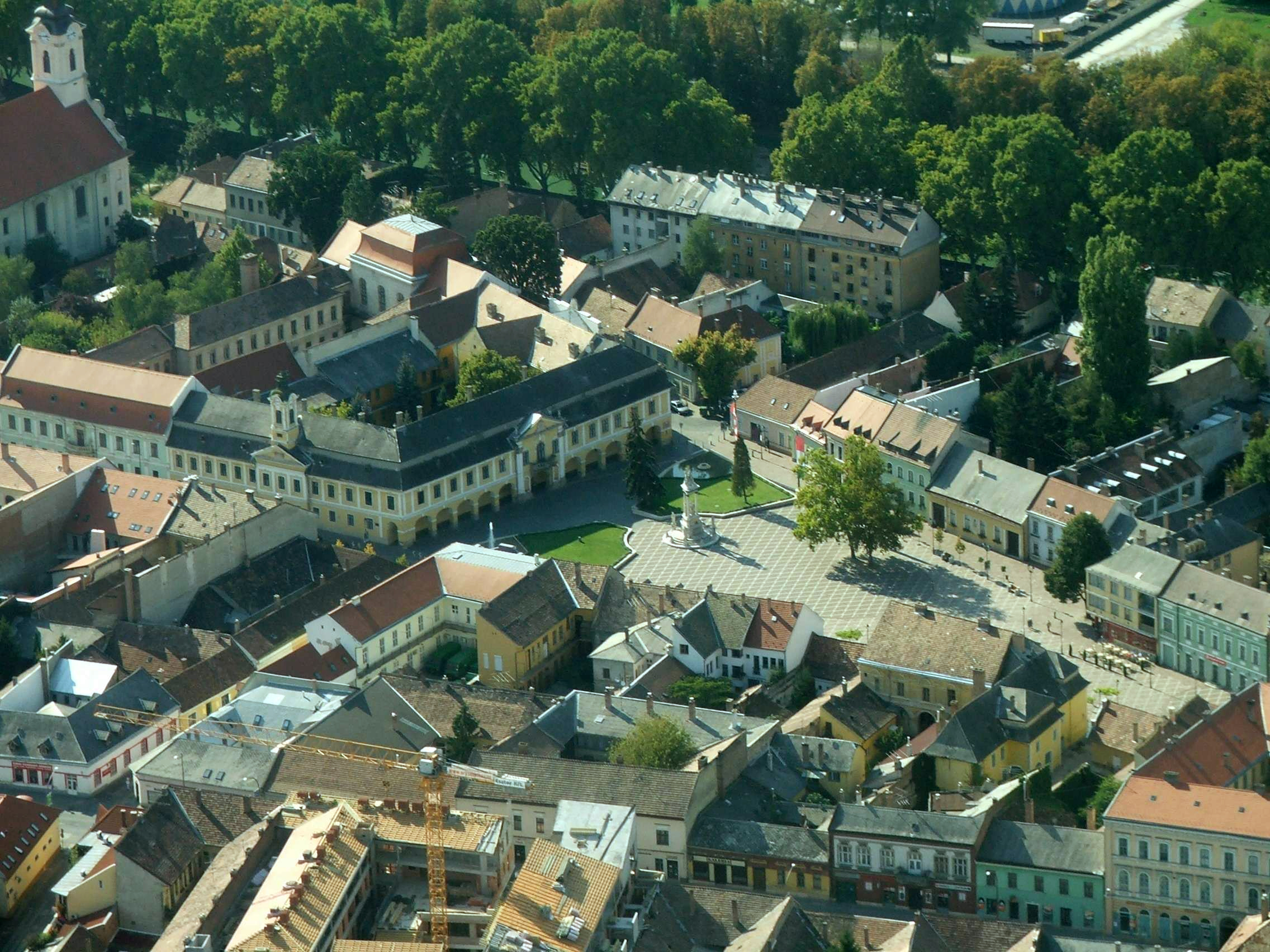
A főtér déli vége a Bottyán-palotával

A Széchenyi tér, Esztergom város főtere, amely eredetileg a középkori, majd a barokk város piactere volt. Közel 10 000 négyzetméteres, öt utca torkollik bele, és gyalogátjárón is meg lehet közelíteni. Az épületeknek majdnem a fele műemlék, és az egész környék kiemelt védelem alatt áll. A török kiűzése után elsőként ez a terület népesült be újra. A teret övező többségében barokk, illetve klasszicista és romantikus épületeket a város leggazdagabb kereskedői építették. 1717. május 12-én a bíró javaslatára a város központjában álló teret Főtérnek nevezték el, ekkor töltötték fel földdel, és vezették el a vizet. 1809-től neve Fő Piac volt. A köznyelv a 19. században Szentháromság térnek vagy Városháza térnek nevezte. Mai neve Esztergom Város Tanácsának 1860. évi döntése alapján született, és azóta viseli Széchenyi István nevét.

## Épületek

### A nyugati házsor épületei
A Széchenyi tér 26. alatti épület, 1882-ben épült, historizáló stílusban a Kereskedelmi és Iparbank székházának. E ház alatt található a középkori királyi város gótikus Szent Lőrinc-templomának hajója. A gótikus templom maradványai alatt megtalálhatók még egy Szent István korabeli román stílusú templom félköríves szentélyének alapfala is.

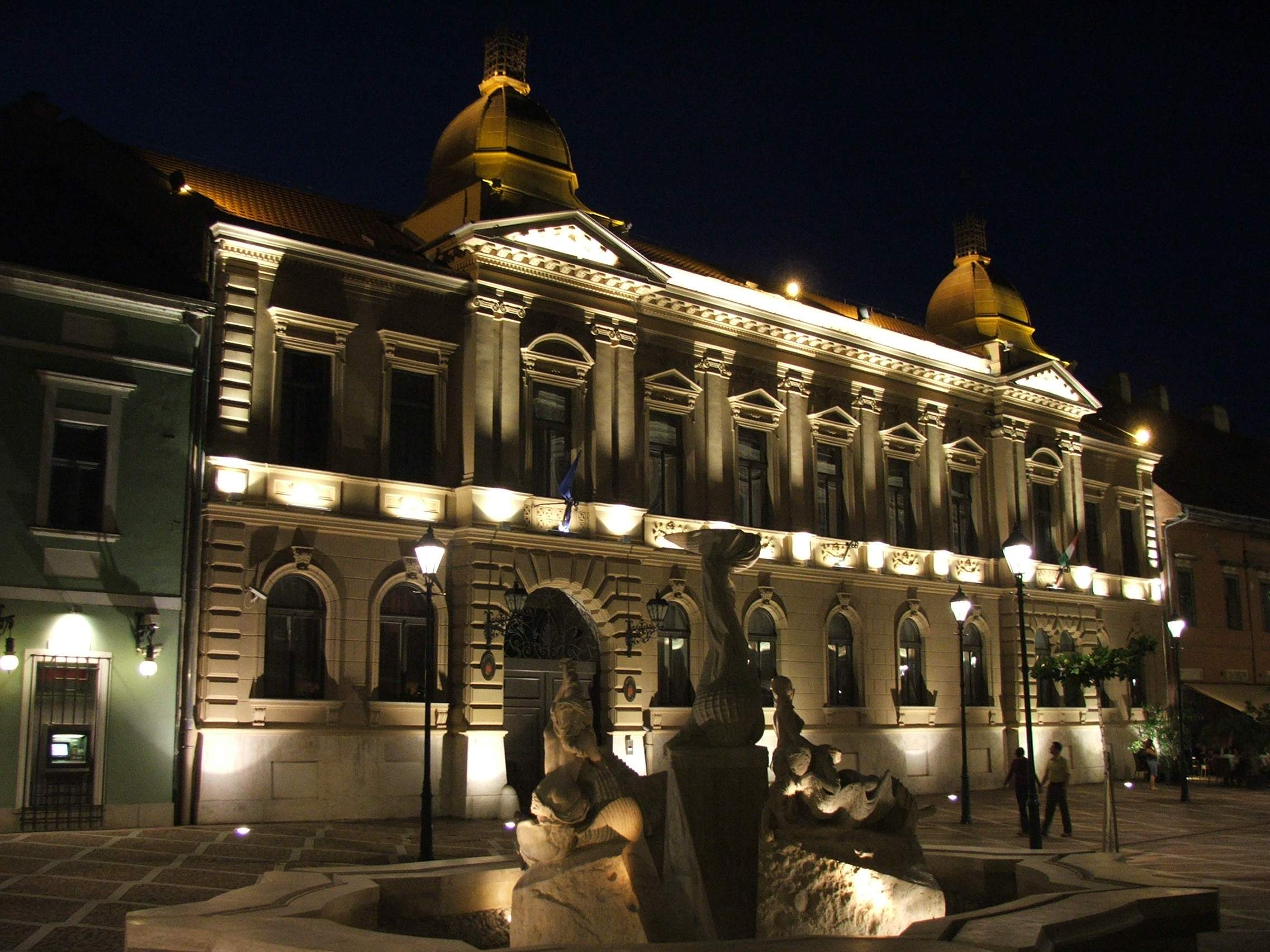
A historizáló stílusban (reneszánsz és barokk) épült bíróság épülete, előtérben az Ister-kút

A Széchenyi tér 24. szám alatt áll a Kollár (Koller) ház (a mai Napos oldal). A ház egy klasszicizáló stílusú, kétszintes, nyolctengelyes épület, melynek középrészét négy ion félpillér ékesíti. Az egyenes záródású kapuzatot klasszicista növényi ornamentika, a földszinti ablakokat két-két szembenéző oroszlán sík domborműve díszíti. Az épület barokk elődje a postamestereké volt. Kollár Péter szenátor 1790 körül, a korábbi építmény felhasználásával újat emeltetett ezen a helyen, a szomszédos épületek többségéhez hasonlóan a középkori Szent Lőrinc templom köveiből. A klasszicista díszítőelemek 1839-ben kerültek az épületre. Itt lakott Kollár Antal, a város második polgármestere, ifj. Kollár Antal és Kollár Károly, akik később szintén polgármesterek lettek, valamint Lampich Árpád repülőgéptervező, sportrepülő világrekorder, akinek emléktáblát állítottak 1973-ban.
A Széchenyi tér 22. szám alatt található az Esztergomi Járásbíróság épülete. Az épület 1903-ban épült, historizáló (itáliai reneszánsz illetve barokk) stílusban. Tizenegy tengelyes, kétszintes, homlokzatát két oldalrizalit emeli ki, timpanonnal és kupolás záródással. A homlokzat középrészét, az emeleten négy ion pillérrel osztott aedikulás ablak tagolja. A rizalitok emeletén két-két ion pillér által közrefogott íves timpanonon szintén aedikulás ablak nyílik. 1728-ig itt állt a török uralom utáni első városháza, mely később vendégfogadó lett és 1900 után bontották el. Az épület teljes felújítása 2006-ban fejeződött be.
A Széchenyi tér 18-20. szám alatti épület historizáló stílusban épült a 19. század végén. Helyén a 18. században két barokk kereskedőház állt, a 20. század közepéig kékfestő műhely működött a házban.

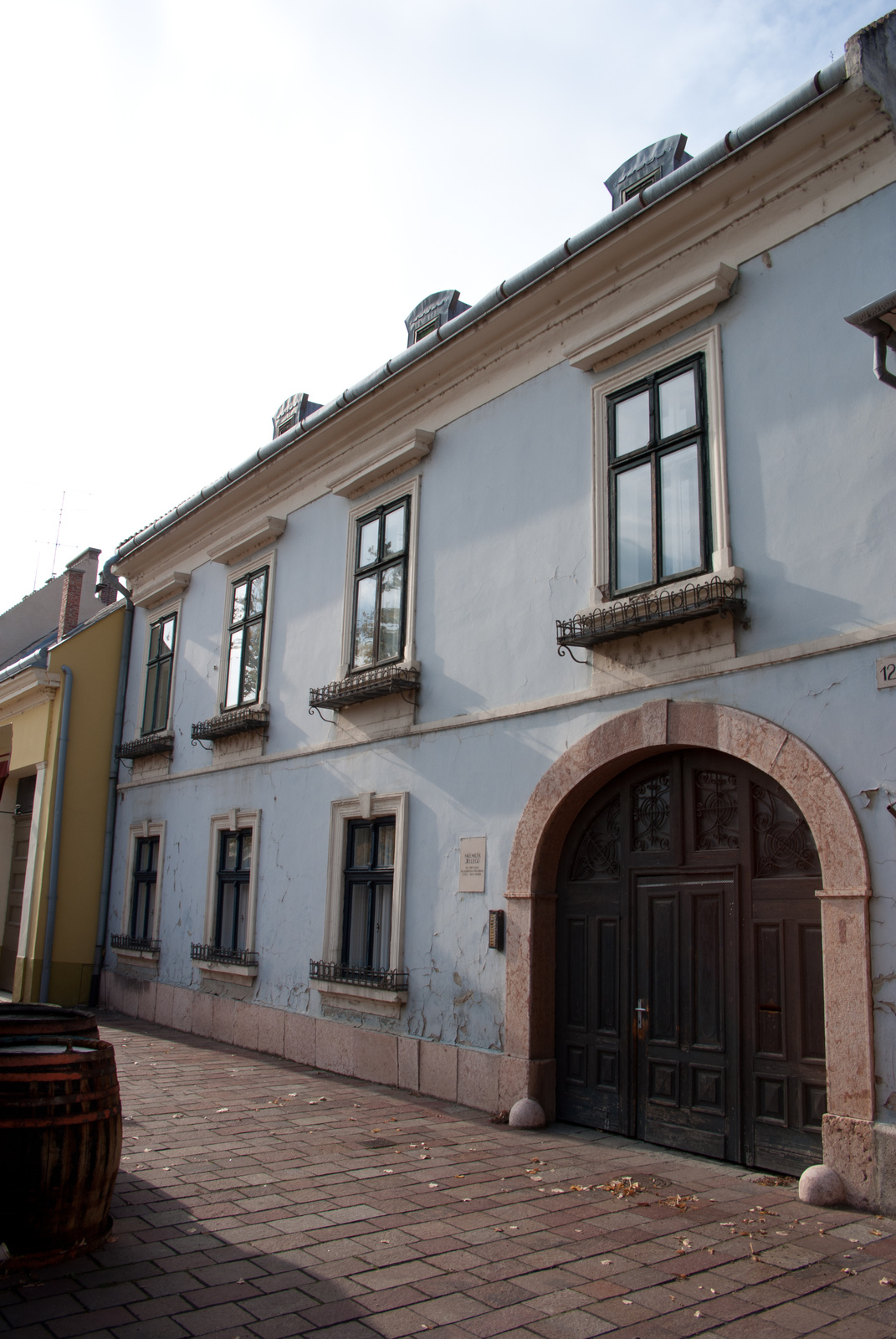
Az 1827-ben Schwarz József tervei alapján épült klasszicista épület, a Frey-ház

A Széchenyi tér 16. szám alatt (a volt Korona kávéház) kétemeletes, modern lakóház áll, mely foghíjbeépítésként épült 1961-ben Tóth Dezső tervei szerint (Komárom megyei Tervezőintézet). Földszintjén eredetileg OTP-fiók, ma a Széchenyi Étterem található. Az épület alapozásakor középkori eredetű falakat találtak, ami arra utal, hogy a 12-15. században jelentős épület állhatott itt. A kutatások alapján a középkori palota falai mélyen benyúlnak a mai úttest alá a Széchenyi tér 15. számú ház irányában. A középkorban a Lőrinc kaputól idáig csak egy keskeny út vezetett, a mai széles útvonalat a 18. században alakították ki. A középkori Esztergom főterét északról egy pompás palota épülete zárta le, feltehetően itt működött a királyi pénzverde. Itt kezdődött a középkori piactér is.
A Széchenyi tér 14. alatti épület földszintes, öttengelyes lakóház, historizáló homlokzattal, melyet a 19. században alakítottak ki. A két oldalrizaliton oszlopokkal hangsúlyozott, timpanonnal koronázott ablak, illetve ajtó nyílik. A közbülső három ablakot íves timpanon zárja. Jelenleg az ÁNTSZ székhelye. A Széchenyi tér 12. alatti kétszintes, négytengelyes épület a Frey-ház. Az épületet 1827-ben építtette Schwarz József, melyet a vörösmárvány keretes, íves kapu zárókövén látható monogram is tanúsít. Az épület stílusa klasszicista, az emeleten egyenes vonalú szemöldök párkány koronázza az ablakokat.

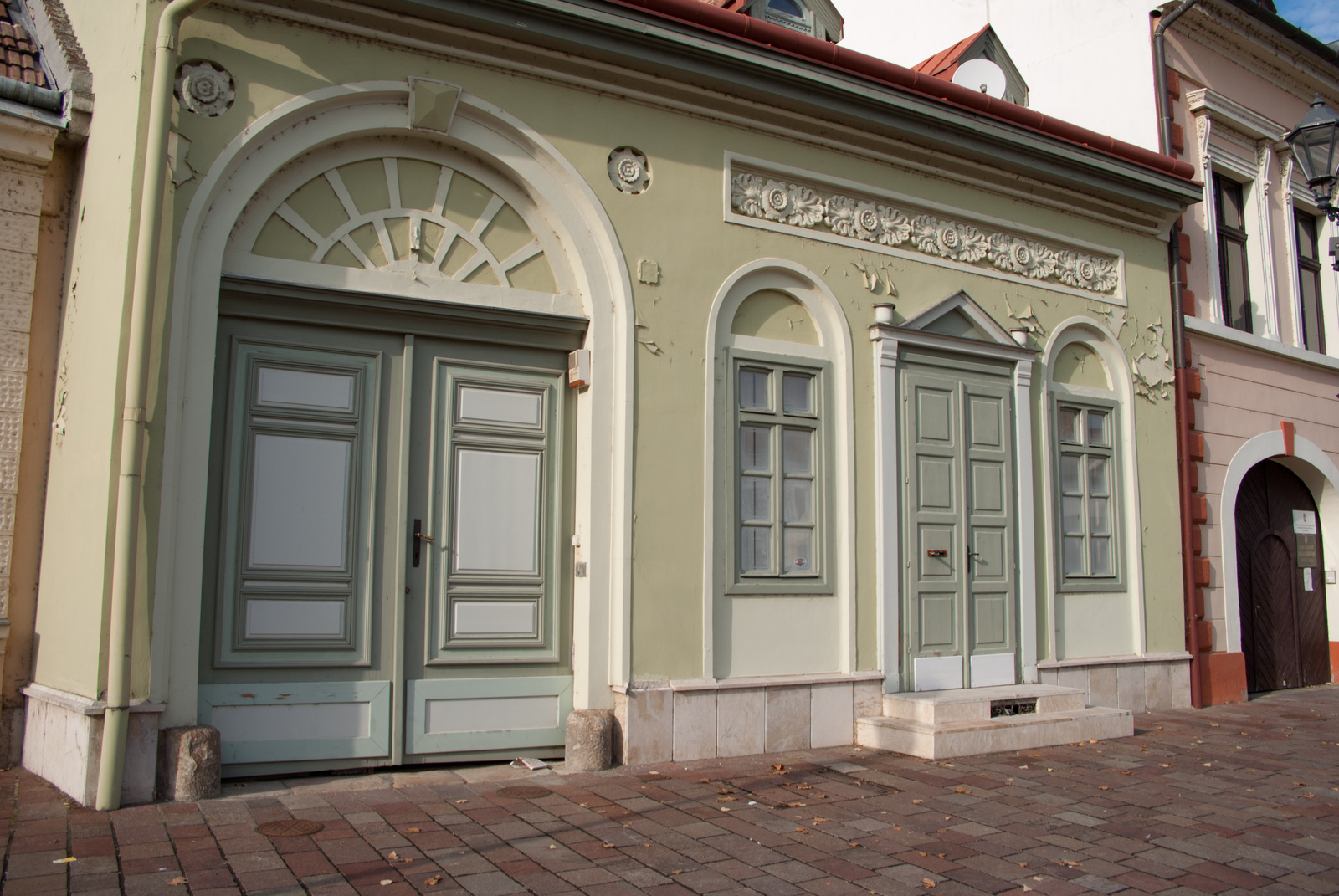
Egy műemlék jellegű lakóház a Széchenyi tér 6. szám alatt barokk stílusban

A Széchenyi tér 10. alatt álló ház hattengelyes, földszintes lakóépület, mely klasszicista stílusát a 19. század első felében kapta. A ház Besze Jánosnak az esztergomi nemzetőrség 1848-as parancsnokának volt a háza. Az épület oldalán vörös márványtábla jelzi az 1838-as dunai árvíz magasságát. A tér 2006-os átépítésekor a ház falára került az 1848–49-es forradalom és szabadságharc emléktáblája a Kossuth-portréval, amely eredetileg önálló talapzaton állt a tér közepén.
A Széchenyi tér 6. szám alatt barokk eredetű, kétszintes, négytengelyes lakóház áll, kosáríves kapuval, széles kapualjjal. Érdekessége, hogy homlokzata a tér hajlását követve enyhén megtörik. A 19. században ezt a házat is átalakították klasszicista stílusban, amire a földszinti íves ablaknyílás utal, a 19. század végi historizáló stílusra az emeleti ablakok utalnak. A századvégen már fényképészműterem működött benne. A Széchenyi tér 4. sz. a 19. század elején klasszicizáló stílusban átépített, egyszintes épület. Jellegzetessége a magas, íves záródású kapunyílás, tőle jobbra pedig három íves ablaknyílás, melyek közül a középsőt az 1980-as években ajtóvá alakították. Az ablakok felett a kapuív magasságáig, rozettás díszítés látható.

### A keleti házsorok épületei

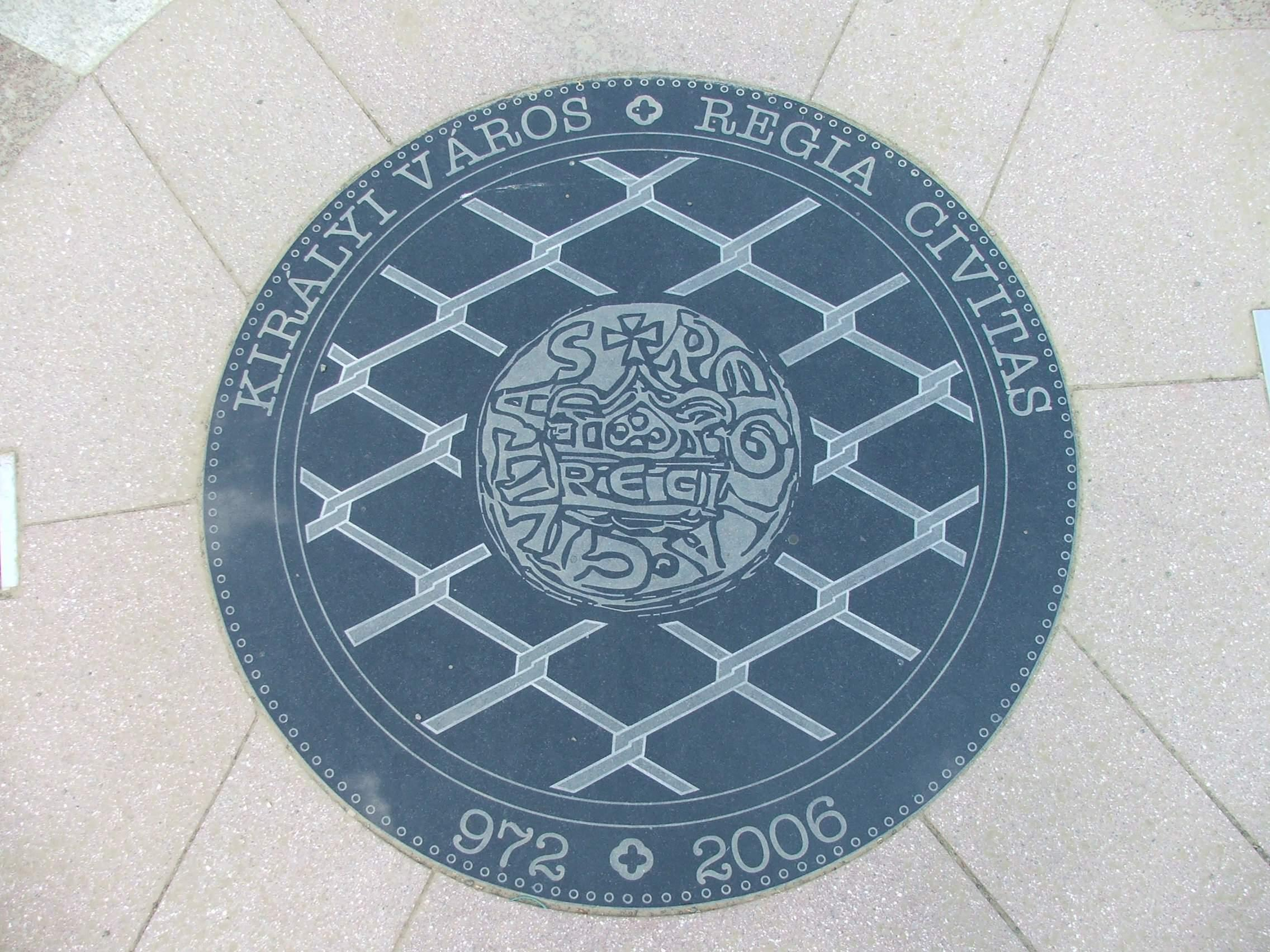
A város alapításának évére (972) emlékező díszburkolati elem, rajta az ország sokáig egyetlen pénzverdéjében vert felirattal, „Regia Civitas”

A Kossuth Lajos u. 1 és a Széchenyi tér 25. számú egykori Rochlitz-patika egyemeletes saroképület a 18. század közepén épült barokk stílusban, melyet a 19. században klasszicista stílusban leegyszerűsítettek (az íves párkányt és stukkó keretet egyenes vonalú kerettel cserélték fel). Az udvarból induló lépcsőfeljáró és a pince vasajtaja 18. századi, udvara eredetileg a Kossuth Lajos utca felé nyitott volt. 1801-től, közel kettőszáz éven keresztül (1987-ig) itt működött Esztergom első patikája, melynek klasszicista bútorzata egyedülálló.

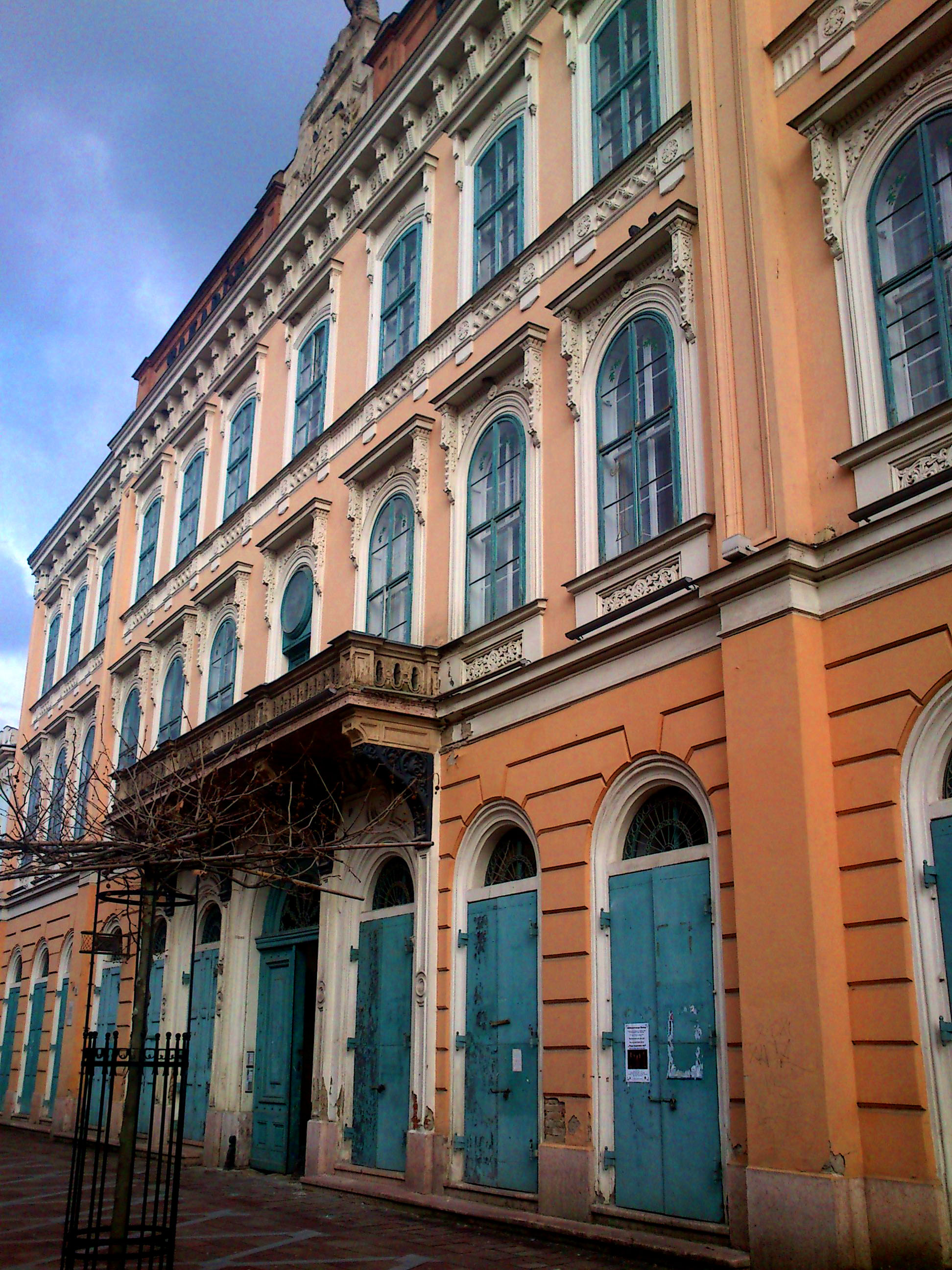
A Hild József tervei alapján 1860 és 1862 között, romantikus stílusban épült volt Takarékpénztár épülete

A Széchenyi tér 23. alatti 1870-ben romantikus stílusban átépített barokk palota, a Rudolf-ház. Az épületnek a Széchenyi téren és a Kossuth Lajos utcán is van homlokzata. A Széchenyi téri homlokzat gazdagabb, héttengelyes, a középső kissé előreugró részt egy-egy rizalit zárja. A Kossuth utcai homlokzat rizalit nélküli, öttengelyes. A ház barokk eredetére utal az udvarban látható boltív.
A Széchenyi tér 21. - Kossuth Lajos utca 5. (a volt Takarékpénztár épülete). A ház 1860-1862-ben épült Hild József építész tervei alapján romantikus stílusban az esztergomi Takarékpénztár számára, Prokopp János kivitelezésében. A háromszintes épületnek két homlokzata van, a főhomlokzat a Széchenyi térre néz, a másik a Kossuth Lajos utcára. A Széchenyi téri főhomlokzat 13 tengelyű, kissé előreugró középrésszel. A főbejáratot kiemeli a széles, kőrácsos erkély a kapu felett. A földszinti és első emeleti ajtó és ablaknyílások félköríves záródásúak, a második emelet ablaknyílásai szegmentívesek. Az ablakok felett két konzolon egyenes vonalú szemöldökpárkány látható romantikus díszítéssel. Az épületet arabeszk rozettákkal díszített fríz és a főpárkány ékesíti. Az attikán babér-, és tölgykoszorúval övezett országcímer látható, felette ülő nőalak szobra, amely a takarékosságot szimbolizálja. A nőalak jobbján sólyom, a szerencsekerék, és a mezőgazdaság jelképei láthatók, balját fonott méhkason nyugtatja. A Kossuth Lajos utca felőli homlokzat 11 tengelyes, rizalit és erkély nélküli. Az ajtó és ablaknyílások formája egyezik a főhomlokzaton láthatóval. A két homlokzaton lévő kapu biztosítja az átjárást a Kossuth Lajos utca és a Széchenyi tér között. Az esztergomi Takarékpénztár az országban harmadikként alakult 1844-ben, Széchenyi István Hitel című művének megjelenése után. A vállalkozás olyan sikeresen működött, hogy 1860-ban már megkezdhették az impozáns székház építését.
A Széchenyi tér 19. számú kétszintes, négytengelyes házat a zárókő monogramja szerint Kriszt János építtette 1802-ben kora klasszicista stílusban. A kapu kőkeretes, kosáríves, melyek barokk stílusjegyek, a kora klasszicizmusra utalnak a kapu feletti laposan mintázott levéldíszek, az ablakok egyenes vonalú, dísztelen kerete, magassága, a nyílások közötti falfelület tagolatlansága, valamint a szalagszerű övpárkány és a díszítések. Jellegzetes, hogy a kapu nem az épület tengelyében, hanem a szélén, kevésbé hangsúlyosan kapott helyet.
A Széchenyi tér 15. az úgynevezett Pozzi-ház, kétszintes barokk épület, melyet Feichtinger Ferenc építtetett 1766-ban. A főhomlokzat korábban a térre futó utcára nyílt, ma az udvarra. A kapubejárat az előre ugró rész nyitott árkádja alól nyílik. A 18. század stílusjegyeit őrzi számos helyiség boltozata, a manzárd-tető és a lépcsőház. 1837-ben itt nyílt meg a város első kaszinója, 1844-től az épület az olasz származású Pozzi kereskedő családé lett, később nyomda is működött itt.
A Széchenyi tér 13. szám alatt, egy 1843-ban épült, kétszintes klasszicista ház található, melynek a kapualjából vaskorlátos márványlépcső vezet az emeletre. Ebben a házban lakott 1893-tól Baross Gábor miniszter özvegye és fia.

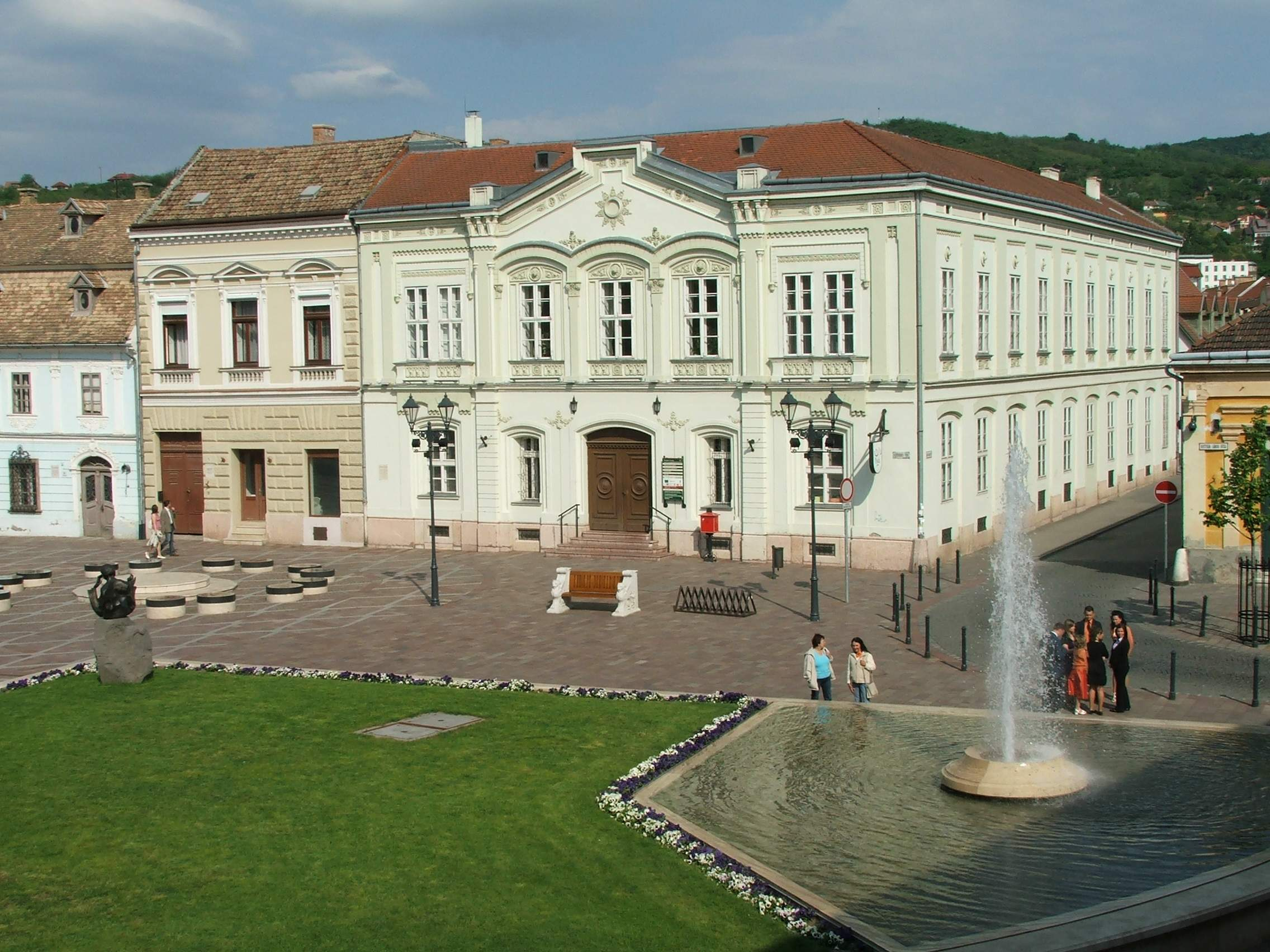
Az 1897-től postahivatalként működő, Prokopp János 1863-as tervei alapján épült, romantikus stílusú Postahivatal vagy Müller-ház

A Széchenyi tér 7., a Gróh vagy Szerencsés ház. Az 1790 és 1792-ben két barokk házból épült össze, kétszintes, hattengelyes, rokokó stílusú épület. Ez a város egyetlen fennmaradt rokokó stílusú háza, melyek jellegzetességei az aszimmetrikus homlokzat, az ablakokat ölelő gazdag, finom stukkódíszítés, a meredeken futó manzárdtető, az ovális ablakok. A kapu nem középen, hanem jobb oldalon helyezkedik el, az emeleten két lapos félpillér közötti szoborfülkében neoreneszánsz Madonna féldombormű látható. A földszinten barokk boltívek találhatók. A házat a 19. században vaskereskedők birtokolták, majd a Gróh család tulajdonába került, akik eredeti rokokó stílusban állították helyre 1911 után. 2010-ben homlokzata megújult, más színt kapott az épület.
A Széchenyi tér 5, a mai historizáló homlokzatát az 1876-os árvíz után alakították ki a helyén álló barokk épületből. Függőfolyosója 1816-ban készült, amiről a klasszicista vasrácson szereplő évszám utal.
A Széchenyi tér 3. a Posta vagy Müller-ház kétszintes épülete, romantikus stílusban készült 1863-ban Prokopp János tervei alapján. A sarokházra a romantikus várszerűség jellemző, szimmetrikus főhomlokzata a Széchenyi térre néz. Középrészét kiemeli a két félpillér, melyek a főpárkány fölé nyúlnak és középkori bástyatornyokra emlékeztetnek. Az emeleti három ablakot szegment ívekkel egymáshoz kapcsolódó íves szemöldökpárkány fedi, a középrészt záró oromzat klasszicista timpanonra emlékeztet, de tört vonala már a romantika stílusjegyeit mutatja. Ezt emeli ki a konzolsoron nyugvó magas párkányzat. A tetőzet alacsonyabb, mint a barokk manzárdtető. Az oldalhomlokzat 11 tengelyes, monumentális jellegű. Mind a fő-, mind pedig az oldalhomlokzat gazdag ornamentikájú, rozettás, szalagfonatos, ami igen jellemző a magyar középkorra. A ház 1897-ben került a város tulajdonába, és a mai napig a város postahivatalaként működik.

### A Városháza épülete

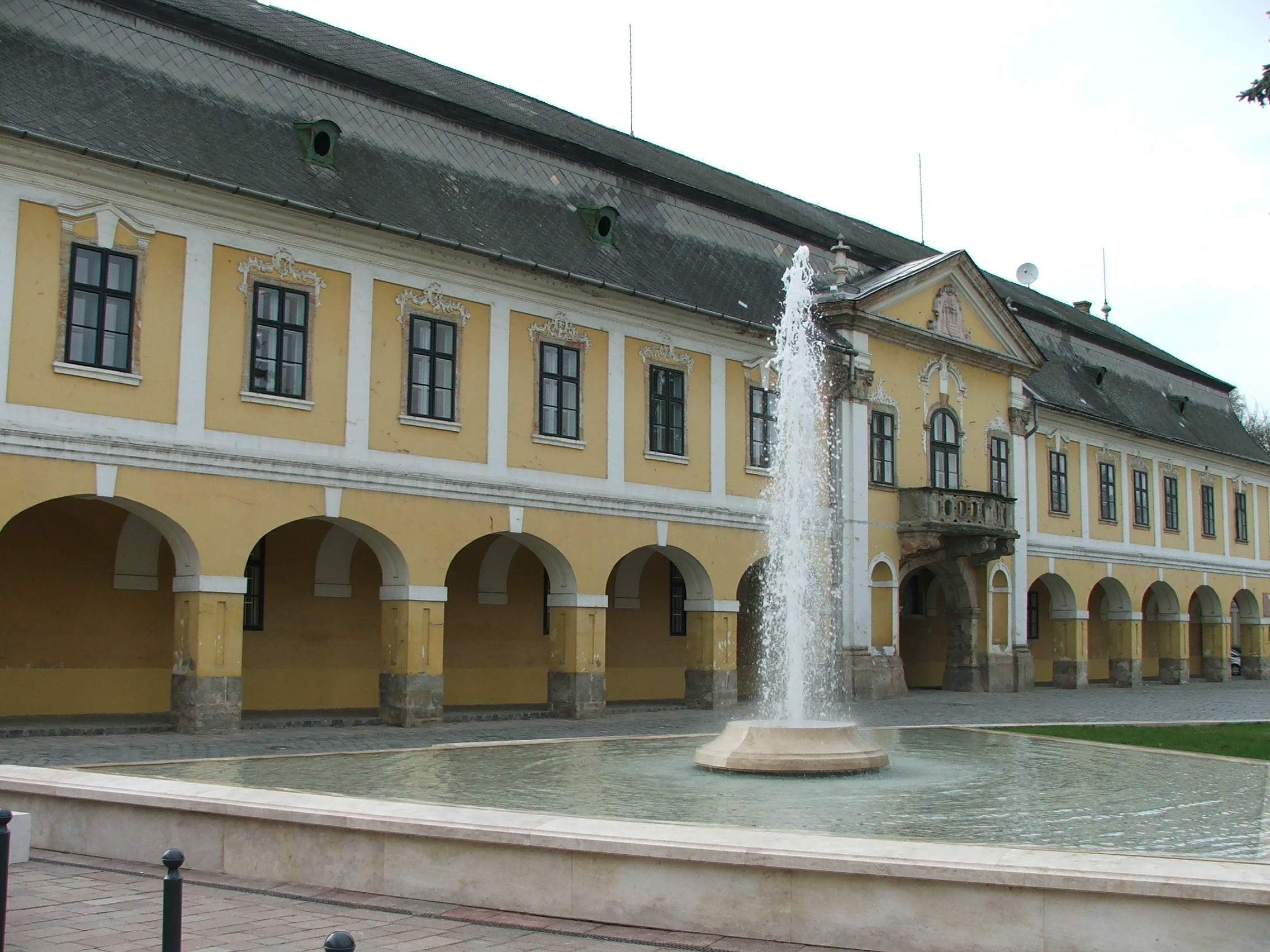
A Vak Bottyán palota, azaz a mai Városháza barokk stílusú árkádos épülete egy, a tér 2006-os felújításakor épült szökőkúttal

A tér déli oldalán, a Széchenyi tér 1. szám alatt található, az árkádos barokk stílusú palota, azaz a Városháza. Eredetileg Bottyán Jánosnak, a Rákóczi-szabadságharc „Vak Bottyán” generálisának a földszintes háza volt, ami 1723 óta tölti be a városháza szerepét. Ez ma az ország legöregebb, folyamatosan városházaként szolgáló épülete. A város 1729-ben építtetett rá emeletet. Az eredeti Bottyán-ház, melyet többször is átépítettek, 1770-ben egy villámcsapás következtében kigyulladt és leégett. A következő évben Mária Terézia magyar királynő 6000 forintos adományának felhasználásával, összesen 8041 forint költséggel a déli oldalán megépült a mai tornyos épület, eredetileg a városi gimnázium részére. Az iskola 1779-ben vette át az épületet, és több mint száz évig működött itt.
A földszinten 11 árkádív képez boltozott folyosót, emiatt lábasháznak is nevezik. Az emeleten 15 ablaknyílás látható, a középső részén kiugró rizalit látható, amit a főbejáratot és az emeleti dísztermet emeli ki. A főbejárat a szélesebb boltív alatt található, kiemeli a középrészt a két robusztus félpillér. A főhomlokzaton a konzolokon nyugvó, szalagfonatos, kőkorlátos, hullámosan hajlított erkély áll. Az erkélyre a díszteremből nyílik gazdag díszítésű, kőkeretes ajtó, középen megtört, íves szemöldökpárkánnyal. Az erkély kő mellvédjén vaskapcsokkal rögzítve látható a fából faragott, festett kar, benne a pallossal, amely a város hatalmi jogosítványainak egyikét, a pallosjogot szimbolizálta. Az emelet oldalszárnyainak ablakain stukkódíszítés látható. A középrészt timpanon koronázza, melyet közepén a város címerének barokk, márvány domborműve ékesít. A mai formájában 1773-ban elkészült városházát kettős manzárdtető fedi. Az erkély alatt a főkapun belépve boltozott kapualj fogadja a látogatót, innen jobbra vezet a lengőajtóval leválasztott hármas fordulóval ellátott boltozott barokk lépcsősor. A kapualjból az udvarra lépve látható a 18. század végi, rokokó stílusú vasrácsos erkély. A tornyon márványtábla emlékezik meg a királyné adományáról, amiből felépülhetett:
„HaeC PaLestra AVgUstae TheresIae RegIs ApostoLICI 

MVnIfICA LIberaLItate In CVrIa regIae hVIVS 

CIVItatIs StrIgoniensis eXsVrreXIt.”

## Szobrok
A Széchenyi tér és a Bottyán János utca sarkán látható Bottyán János lovasszobra, Martsa István alkotása. A 215 cm magas bronzszobrot 1977-ben adtak át.
Az tér közepén található, a fehér mészkőből készült Szentháromság szoborcsoport, melyet 1900. augusztus 15-én adtak át. Kiss György szobrász alkotása. A szoborcsoport elődjét a város állíttatta 1723-ban az 1710. évi pestisjárvány elkerüléséért. Az eredeti, kisebb emlékművet Rieder András készítette, és az évtizedek jelentősen megrongálódott, emiatt cserélték le a jelenlegi alkotásra. Az eredeti szoborcsoport elemei ma is láthatók a városban, a levéldíszes oszlop a Szent Anna-templom oldalán található, Szent Rozália szobra pedig a belvárosi templom oldalán kapott helyet.
A lépcsőkkel kiemelt oltár-emlékművet három magyar szent, Szent István, Szent László és Szent Erzsébet szobra veszi körül. A szentek szobrai a háromszögletű talpazat csúcsain lévő posztamenseken állnak. A szoborcsoport talapzatát bronz domborművek díszítik, melyek Vajk koronázását, Pázmány Péter esztergomi érsek prédikációját és a magyar szentek Oltáriszentség előtti hódolatát ábrázolják. Ezek felett három oszloppal közrefogott baldachinban a Magyarok Nagyasszonya áll, ölében a gyermek Jézus, kétoldalt Szent Rókus és Szent Sebestyén szobra. A baldachin tetején, mint trónon az Atya, a Fiú és a Szentlélek ábrázolása látható.

## A tér felújítása
2006-ban több, mint egymilliárd forintból (nagyrészt Európai Uniós pályázati forrásból) teljesen átépült a Széchenyi tér. Az átalakítás után a főtérről kitiltották a gépjárműforgalmat, porfír kőből életfa mintázatot alakítottak ki az új burkolatban. Több épület új, vendéglátói funkciót kapott. Elkészült az úgynevezett Ister-kút, ami egy öt női alakból álló szökőkút. A szobrok Párkányi-Raab Péter alkotásai. A városháza elé két medencében egy-egy szökőkutat állítottak, és két megemelt növényágyat alakítottak ki. A turisztikailag kiemelkedő épületek, mint a Takarékpénztár, a Bíróság, a Posta, a Városháza díszkivilágítást kaptak, és a térről ingyenes Wi-Fi internet is elérhető. 2007 februárjában kilenc padot helyeztek el a téren, aminek alapját 2-2 kőből faragott, egyenként 300 kilogrammos oroszlán adja.